# Campionati del mondo allievi di atletica leggera 2003
I Campionati del mondo allievi di atletica leggera 2003 (3ª edizione), si sono svolti a Sherbrooke, in Canada dal 9 al 13 luglio.

## Medagliati

### Uomini
| Specialità | Oro                                                                | Prestazione | Argento                                                        | Prestazione | Bronzo                                                           | Prestazione |
| Corse piane |                                                                    |             |                                                                |             |                                                                  |             |
| 100 m | Yahya Al-Gahes                                                     | 10"69       | Yahya Habeeb                                                   | 10"73       | Craig Pickering                                                  | 10"85       |
| 200 m | Usain Bolt                                                         | 20"40       | Michael Grant                                                  | 21"04       | Jamahl Alert                                                     | 21"35       |
| 400 m | Nagmeldin Ali Abubakr                                              | 46"10       | Cedric Goodman                                                 | 46"42       | Željko Vincek                                                    | 47"45       |
| 800 m | Mohammed Al-Salhi                                                  | 1'48"79     | Bernard Kiptanui                                               | 1'49"14     | Abraham Kipngetich                                               | 1'49"17     |
| 1.500 m | Benson Marrianyi                                                   | 3'44"94     | Samson Kiplangat                                               | 3'45"13     | Isaac Mboyaza                                                    | 3'48"05     |
| 3.000 m | Augustine Choge                                                    | 7'52"53     | Tariku Bekele                                                  | 7'54"71     | Shimelis Girma                                                   | 7'55"12     |
| 10.000 m marcia | Aleksandr Prokhorov                                                | 42'16"16    | Makoto Sawada                                                  | 42'17"62    | Vyacheslav Golovin                                               | 42'37"15    |
| Corse a ostacoli |                                                                    |             |                                                                |             |                                                                  |             |
| 110 hs (91,4 cm) | Jason Richardson                                                   | 13"29       | Mubarak Al-Mabadi                                              | 13"41       | Alexander John                                                   | 13"50       |
| 400 hs (84 cm) | Jason Richardson                                                   | 49"91       | Wouter le Roux                                                 | 50"85       | Jamaal Charles                                                   | 51"48       |
| 2.000 siepi | Ronald Kipchumba Rutto                                             | 5'30"27     | Justus Kipchirchir                                             | 5'31"24     | Chris Winter                                                     | 5'44"23     |
| Salti |                                                                    |             |                                                                |             |                                                                  |             |
| Salto in alto | Martin Günther                                                     | 2,11 m      | Oleksandr Nartov                                               | 2,11 m      | Hikaru Tsuchiya                                                  | 2,11 m      |
| Salto con l'asta | Germán Chiaraviglio                                                | 5,15 m      | Dmitry Starodubtsev                                            | 5,10 m      | Steven Lewis                                                     | 5,05 m      |
| Salto in lungo | Naohiro Shinada                                                    | 7,61 m      | Yves Renaux                                                    | 7,44 m      | Ahmed Al-Sharfa                                                  | 7,15 m      |
| Salto triplo | Dennis Fernández                                                   | 15,77 m     | Mousa Abdou Alkam Qarqaran                                     | 15,60 m     | Mohamed Abbas Darwish                                            | 15,55 m     |
| Lanci |                                                                    |             |                                                                |             |                                                                  |             |
| Getto del peso (5 kg) | Feng Liu                                                           | 21,45 m     | Kyle Helf                                                      | 20,79 m     | Ameen Al-Aradi                                                   | 19,69 m     |
| Lancio del disco (1,5 kg) | Ronnie Buckley                                                     | 64,34 m     | Jian Wu                                                        | 63,18 m     | Yao-Hui Wang                                                     | 60,00 m     |
| Lancio del giavellotto (700 g) | Julio Cesar de Oliveira                                            | 81,16 m     | John Robert Oosthuizen                                         | 81,07 m     | Raldu Potgieter                                                  | 75,56 m     |
| Lancio del martello (5 kg) | Mikhail Levin                                                      | 76,41 m     | Kristóf Németh                                                 | 75,59 m     | Sándor Pálhegyi                                                  | 75,47 m     |
| Prove multiple |                                                                    |             |                                                                |             |                                                                  |             |
| Octathlon | Andrés Silva                                                       | 6.456 p.    | Andrėj Kraŭčanka                                               | 6.366 p.    | Lukaš Patera                                                     | 6.316 p.    |
| Staffette |                                                                    |             |                                                                |             |                                                                  |             |
| Staffetta svedese | Stati Uniti Jay Cooper Michael Grant Jamaal Charles Cedric Goodman | 1'52"03     | Polonia Dariusz Kuć Kamil Witkowski Rafał Błocian Ziemowit Ryś | 1'53"08     | Giappone Shinya Saburi Kenji Fujimitsu Naohiro Shinada Go Tanabe | 1'53"11     |
| record mondiale; record mondiale stagionale; record africano; record asiatico; record europeo; record nord-centroamericano e caraibico; record sudamericano; record oceaniano; record dei campionati; record nazionale; record personale; record personale stagionale. |                                                                    |             |                                                                |             |                                                                  |             |

### Donne
| Specialità | Oro                                                                              | Prestazione | Argento                                                                       | Prestazione   | Bronzo                                                                                  | Prestazione |
| Corse piane |                                                                                  |             |                                                                               |               |                                                                                         |             |
| 100 m | Jessica Onyepunuka                                                               | 11"31       | Krystin Lacy                                                                  | 11"50         | Kelly-Ann Baptiste                                                                      | 11"58       |
| 200 m | Anneisha McLaughlin                                                              | 23"26       | Courtney Champion                                                             | 23"56         | Cleo Tyson                                                                              | 23"67       |
| 400 m | Natasha Hastings                                                                 | 53"41       | Antonina Krivoshapka                                                          | 53"54         | Jaimee-Lee Hoebergen                                                                    | 53"78       |
| 800 m | Mariya Shapaeva                                                                  | 2'03"40     | Olga Cristea                                                                  | 2'04"30       | Larisa Arcip                                                                            | 2'04"31     |
| 1.500 m | Alem Techale                                                                     | 4'17"41     | Jelena Ština                                                                  | 4'17"43       | Joyce Jepkosgei Musungu                                                                 | 4'17"65     |
| 3.000 m | Siham Hilali                                                                     | 9'12"70     | Pasalia Kipkoech Chepkorir                                                    | 9'13"77       | Yuko Nohara                                                                             | 9'14"82     |
| 5.000 m marcia | Vera Sokolova                                                                    | 22'50"23    | Ann Loughnane                                                                 | 23'37"00      | Noriko Nishide                                                                          | 23'50"69    |
| Corse a ostacoli |                                                                                  |             |                                                                               |               |                                                                                         |             |
| 100 hs (76,2 cm) | Sally McLellan                                                                   | 13"42       | LaToya Greaves                                                                | 13"49         | Domenique Manning                                                                       | 13"60       |
| 400 hs | Zuzana Hejnová                                                                   | 57"54       | Yekaterina Kostetskaya                                                        | 58"37         | Mackenzie Hill                                                                          | 59"15       |
| Salti |                                                                                  |             |                                                                               |               |                                                                                         |             |
| Salto in alto | Iryna Kovalenko                                                                  | 1,92 m      | Annett Engel Svetlana Shkolina                                                | 1,86 m 1,86 m | -                                                                                       | -           |
| Salto con l'asta | Lisa Ryzih                                                                       | 4,05 m      | Sviatlana Makarevich                                                          | 4,00 m        | Charmaine Lucock                                                                        | 4,00 m      |
| Salto in lungo | Cristine Spataru                                                                 | 6,41 m      | Denisa Ščerbová                                                               | 6,40 m        | Hanna Demydova                                                                          | 6,15 m      |
| Salto triplo | Cristine Spataru                                                                 | 13,86 m     | Elina Sorsa                                                                   | 12,95 m       | Aliki-Yvoni Askitopoulou                                                                | 12,93 m     |
| Lanci |                                                                                  |             |                                                                               |               |                                                                                         |             |
| Getto del peso | Limin Jiang                                                                      | 15,60 m     | Magdalena Sobieszek                                                           | 15,42 m       | Marli Knoetze                                                                           | 15,10 m     |
| Lancio del disco | Lisandra Rodriguez                                                               | 48,56 m     | Julie Bennell                                                                 | 48,32 m       | Kristina Gehrig                                                                         | 48,31 m     |
| Lancio del giavellotto | Xue Juan                                                                         | 56,82 m     | Bo-Ra Shin                                                                    | 53,74 m       | Vivian Zimmer                                                                           | 52,20 m     |
| Lancio del martello | Valentina Srša                                                                   | 61,18 m     | Mariya Bespalova                                                              | 57,81 m       | Johanna Hoppe                                                                           | 56,46 m     |
| Prove multiple |                                                                                  |             |                                                                               |               |                                                                                         |             |
| Eptathlon | Marisa De Aniceto                                                                | 5.458 p.    | Sarah Kern                                                                    | 5.445 p.      | Marina Ponyarova                                                                        | 5.338 p.    |
| Staffette |                                                                                  |             |                                                                               |               |                                                                                         |             |
| Staffetta svedese | Stati Uniti Jessica Onyepunuka Alexandria Anderson Krystin Lacy Natasha Hastings | 2'03"87     | Giamaica Samantha Henry Sherline Duncan Sonita Sutherland Anneisha McLaughlin | 2'07"05       | Russia Yelena Kremneva Yelena Khvashchevskaya Anastasiya Shuvalova Antonina Krivoshapka | 2'07"52     |
| record mondiale; record mondiale stagionale; record africano; record asiatico; record europeo; record nord-centroamericano e caraibico; record sudamericano; record oceaniano; record dei campionati; record nazionale; record personale; record personale stagionale. |                                                                                  |             |                                                                               |               |                                                                                         |             |

## Medagliere
| Posizione | Paese               | Oro | Argento | Bronzo | Totale |
| --------- | ------------------- | --- | ------- | ------ | ------ |
| 1         | Stati Uniti         | 6   | 4       | 4      | 14     |
| 2         | Russia              | 4   | 5       | 3      | 12     |
| 3         | Kenya               | 3   | 4       | 2      | 9      |
| 4         | Cina                | 3   | 1       | 0      | 4      |
| 5         | Arabia Saudita      | 2   | 3       | 2      | 7      |
| 5         | Germania            | 2   | 2       | 4      | 8      |
| 7         | Giamaica            | 2   | 2       | 0      | 4      |
| 8         | Australia           | 2   | 1       | 2      | 5      |
| 9         | Romania             | 2   | 0       | 1      | 3      |
| 10        | Cuba                | 2   | 0       | 0      | 2      |
| 11        | Giappone            | 1   | 1       | 4      | 6      |
| 12        | Etiopia             | 1   | 1       | 1      | 3      |
| 12        | Rep. Ceca           | 1   | 1       | 1      | 3      |
| 12        | Ucraina             | 1   | 1       | 1      | 3      |
| 15        | Francia             | 1   | 1       | 0      | 2      |
| 16        | Croazia             | 1   | 0       | 1      | 2      |
| 17        | Argentina           | 1   | 0       | 0      | 1      |
| 17        | Brasile             | 1   | 0       | 0      | 1      |
| 17        | Marocco             | 1   | 0       | 0      | 1      |
| 17        | Sudan               | 1   | 0       | 0      | 1      |
| 17        | Uruguay             | 1   | 0       | 0      | 1      |
| 22        | Sudafrica           | 0   | 2       | 3      | 5      |
| 23        | Bielorussia         | 0   | 2       | 0      | 2      |
| 23        | Polonia             | 0   | 2       | 0      | 2      |
| 25        | Canada              | 0   | 1       | 1      | 2      |
| 25        | Ungheria            | 0   | 1       | 1      | 2      |
| 27        | Corea del Sud       | 0   | 1       | 0      | 1      |
| 27        | Finlandia           | 0   | 1       | 0      | 1      |
| 27        | Irlanda             | 0   | 1       | 0      | 1      |
| 27        | Lettonia            | 0   | 1       | 0      | 1      |
| 27        | Moldavia            | 0   | 1       | 0      | 1      |
| 32        | Regno Unito         | 0   | 0       | 3      | 3      |
| 33        | Emirati Arabi Uniti | 0   | 0       | 1      | 1      |
| 33        | Grecia              | 0   | 0       | 1      | 1      |
| 33        | Taipei cinese       | 0   | 0       | 1      | 1      |
| 33        | Trinidad e Tobago   | 0   | 0       | 1      | 1      |
| Totale    | Totale              | 39  | 40      | 38     | 117    |